# Spencerite
La spencerite è un minerale.